# Jugendverband
Unter einem Jugendverband versteht man einen organisatorischen Zusammenschluss von Jugendlichen mit gemeinsamen Interessen oder Zielen, der über örtliche Grenzen hinausgeht. Der Begriff Jugendorganisation ist weitgehend deckungsgleich. Er bezeichnet für gewöhnlich Jugendverbände, die sich einem bestimmten Erwachsenenverband zugehörig fühlen bzw. als dessen Nachwuchsorganisation verstehen.
Jugendverbände sind Organisationen jugendlicher Selbstorganisation und Interessenvertretung. Gleichzeitig sind Jugendverbände Erziehungsinstitutionen, d. h. gesellschaftliche Vorkehrungen zur Sozialisation und Erziehung im Jugendalter. Sie sind damit typische „intermediäre Organisationen“, d. h. sie vermitteln die Interessen von jungen Menschen in die Gesellschaft hinein (jugendpolitische Interessenvertretung) und üben umgekehrt gesellschaftliche Kontroll- und Integrationsinteressen gegenüber der Jugend aus (Erziehungsinstitutionen).
Größere Jugendverbände haben oft hauptamtliche Mitarbeiter, die organisatorische Aufgaben wahrnehmen oder Bildungsarbeit im Jugendverband leisten. Typische Angebote von Jugendverbänden sind Gruppenstunden, Wochenend- und Ferienfreizeiten. Aber auch offene Jugendarbeit und Jugendsozialarbeit gehören zum Leistungsspektrum. Jugendverbände bieten in- und nonformale Bildung, Frei- und Experimentierräume für Jugendliche, Primärprävention und gesellschaftliche Integration sowie Gemeinschaft. Sie bieten aufgrund der verschiedenen Verbandsprofile viele spezifische Identifikationsmöglichkeiten für Kinder und Jugendliche. Jugendverbände leisten dies auf Grund ihrer besonderen Strukturmerkmale: Sie sind freiwillig, ehrenamtlich, selbstorganisiert, parteilich für Kinder und Jugendliche sowie wertorientiert.

## Deutschland und Österreich
Die historischen Wurzeln der Jugendverbandsarbeit liegen in der Jugendbewegung. Die gesetzliche Grundlage für die Arbeit der Jugendverbände ist mit § 11 und § 12 Kinder- und Jugendhilfegesetz (KJHG) gegeben. Wenn der Verband im Sinne der Jugendhilfe aktiv ist und gemeinnützige Zwecke verfolgt, kann er die staatliche Anerkennung gem. § 75 KJHG als freier Träger der Jugendhilfe beantragen. (Näheres regelt das Kinder- und Jugendhilfegesetz/SGB VIII).
Jeder Jugendverband kann eine Mitgliedschaft im jeweiligen Stadt- oder Kreisjugendring beantragen, die Kriterien dafür legen die Satzungen der einzelnen Jugendringe fest. Ist der Verband überregional verbreitet, gilt das auch für die Bezirks- und Landesjugendringe sowie den Deutschen Bundesjugendring.
Klassische Jugendverbände sind z. B. die Pfadfinderbünde, die Jugendorganisationen der Hilfswerke, die konfessionellen Jugendverbände (etwa im Bund der deutschen katholischen Jugend, in der Arbeitsgemeinschaft der Evangelischen Jugend oder in Jugendverbänden von Pfarreien), christliche überkonfessionelle Jugendverbände (z. B. CVJM und EC), die Jugendfeuerwehr bzw. Feuerwehrjugend oder die Sportjugend.
Überparteiliche politische Jugendverbände sind z. B. die Naturfreundejugend, die Jugendwerke der AWO, die Solidaritätsjugend Deutschlands, die Jungen Europäischen Föderalisten, die DGB-Jugend, die Falken, die Arbeiter-Samariter-Jugend (ASJ) oder der BDAJ.
Parteinahe Jugendorganisationen sind z. B. die Junge Union, die Jusos, die Grüne Jugend, die Jungen Liberalen, die linksjugend solid, die HintnerJugend oder die Junge Alternative. Diese zählen jedoch nicht zu den Jugendverbänden laut Definition des § 12, SGB VIII.
In der Bundesrepublik Deutschland und Österreich haben fast alle politischen Parteien eine Jugendorganisation: siehe Liste von Jugendorganisationen in Deutschland, Liste von Jugendorganisationen in Österreich.

## Schweiz
Die Jugendverbände der Schweiz sind mehrheitlich in der Schweizerischen Arbeitsgemeinschaft der Jugendverbände (SAJV) zusammengeschlossen. Politische Jugendverbände in der Schweiz heißen Jungpartei.